# Cutremurul din Marea Egee (2014)
Cutremurul din Marea Egee din 2014 a fost un puternic seism cu magnitudinea de 6,9 Mw, înregistrat pe data de 24 mai 2014 la ora 09:25:03 UTC.
Inițial, magnitudinea cutremurului a fost stabilită la 7,2 grade pe scara Richter, iar adâncimea 2 kilometri.Ulterior, datele au fost revizuite: intensitatea seismului a fost stabilită la 6,9 grade, iar adâncimea la 10 km.
Potrivit USGS, epicentrul a fost localizat la 10 km adâncime, între Grecia și Turcia, la 18 kilometri sud de Kamariotissa (Grecia), la 78 de kilometri est-sud-est de Potos (Thassos, Grecia), la 83 de kilometri nord-vest de Canakkale (Turcia) și la 300 de kilometri nord-est de Atena (Grecia).
Seismul a fost simțit în Bulgaria și sudul României. În România, seismul s-a simțit la intensități cuprinse între II - IV grade pe scara Mercalli (III în București).

## Distrugeri și victime
Un hangar de la Aeroportul Internațional din Lemnos s-a prăbușit. Mai multe case abandonate și o biserică au fost afectate. Doğan News Agency a declarat că seismul a provocat pagube la unele case vechi de pe insula Gökçeada, de pe coasta Mării Egee (nordul Turciei), iar 30 de persoane au fost spitalizate cu leziuni minore.
Guvernatorul din Çanakkale a raportat un număr total de 278 de răniți. Două biserici și 13 moschei au fost deteriorate.